# Nové Lublice
Obec Nové Lublice (německy Neu Lublitz) se nachází v okrese Opava v Moravskoslezském kraji. Žije zde 178 obyvatel.
Ve vzdálenosti 10 km jižně leží město Vítkov, 18 km severovýchodně statutární město Opava, 21 km severozápadně město Bruntál a 22 km jižně město Fulnek.

## Název
Jméno bylo převzato od Starých Lublic, od nichž se ves odlišovala přívlastkem Nové (německy Neu). Vesnice byla založena na místě zaniklých Krkošic.

## Historie
První písemná zmínka o obci pochází z roku 1588.

## Pamětihodnosti
- Kostel Nejsvětější Trojice

## Galerie

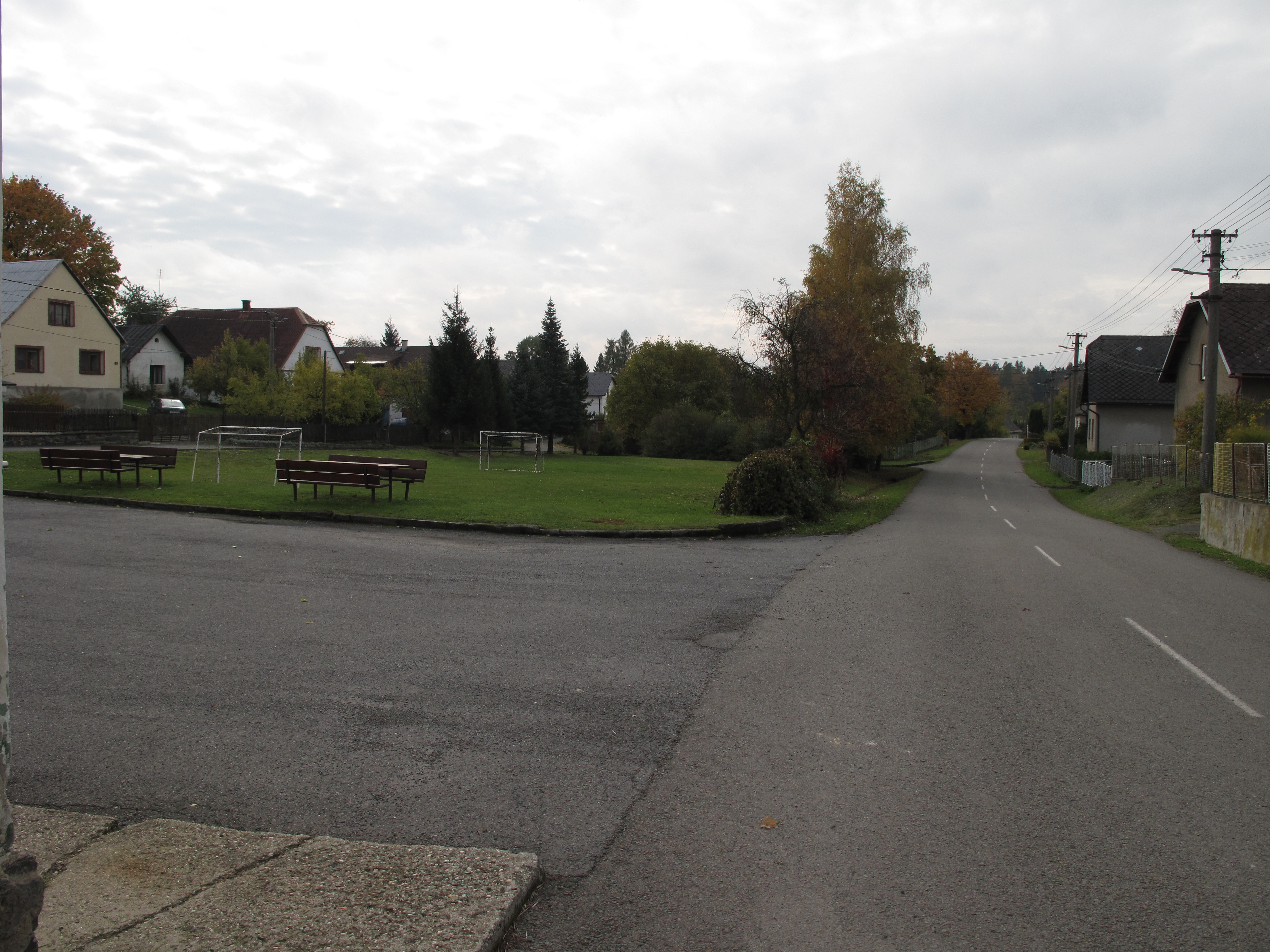
Hřiště
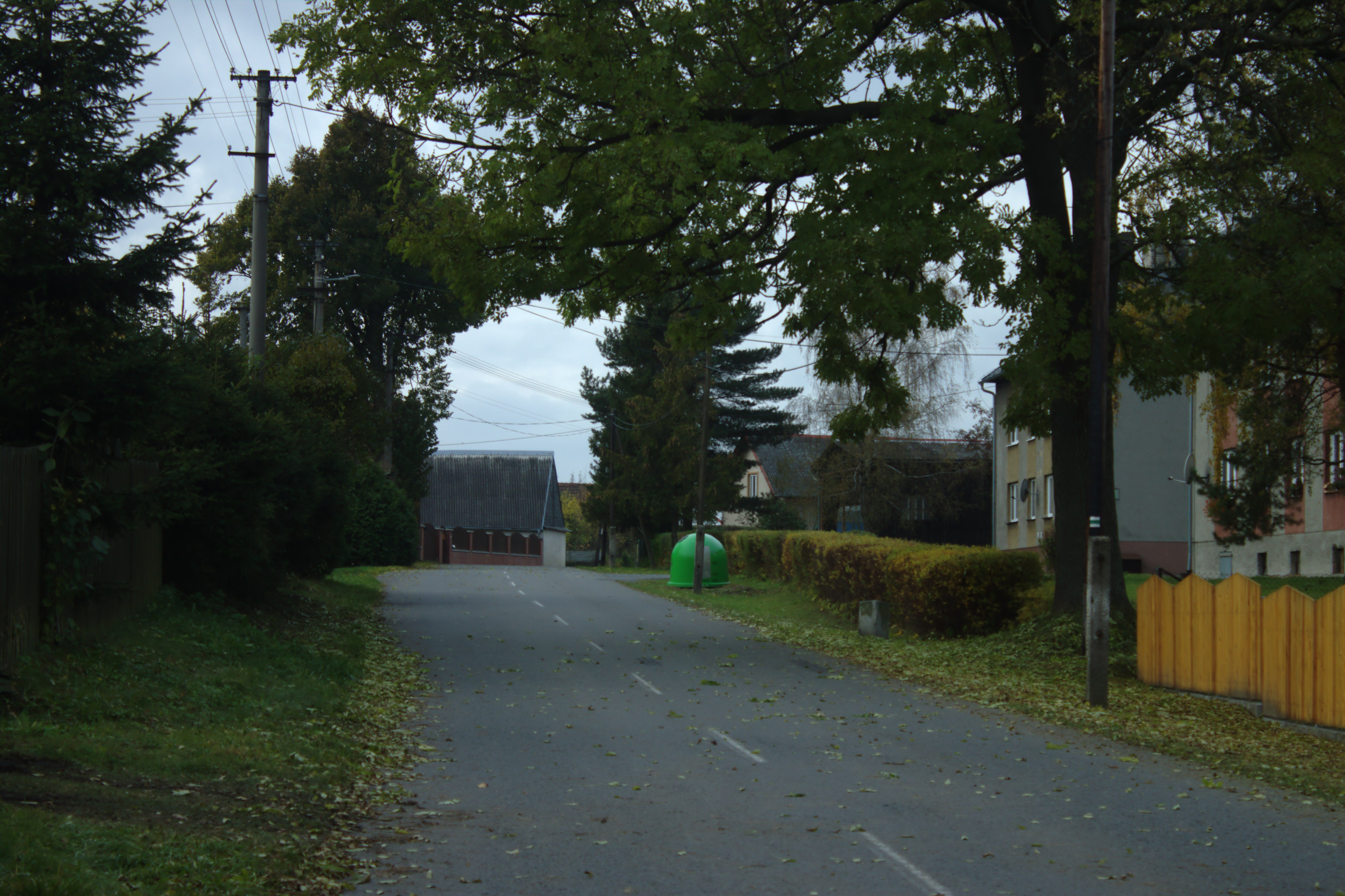
Hlavní silnice
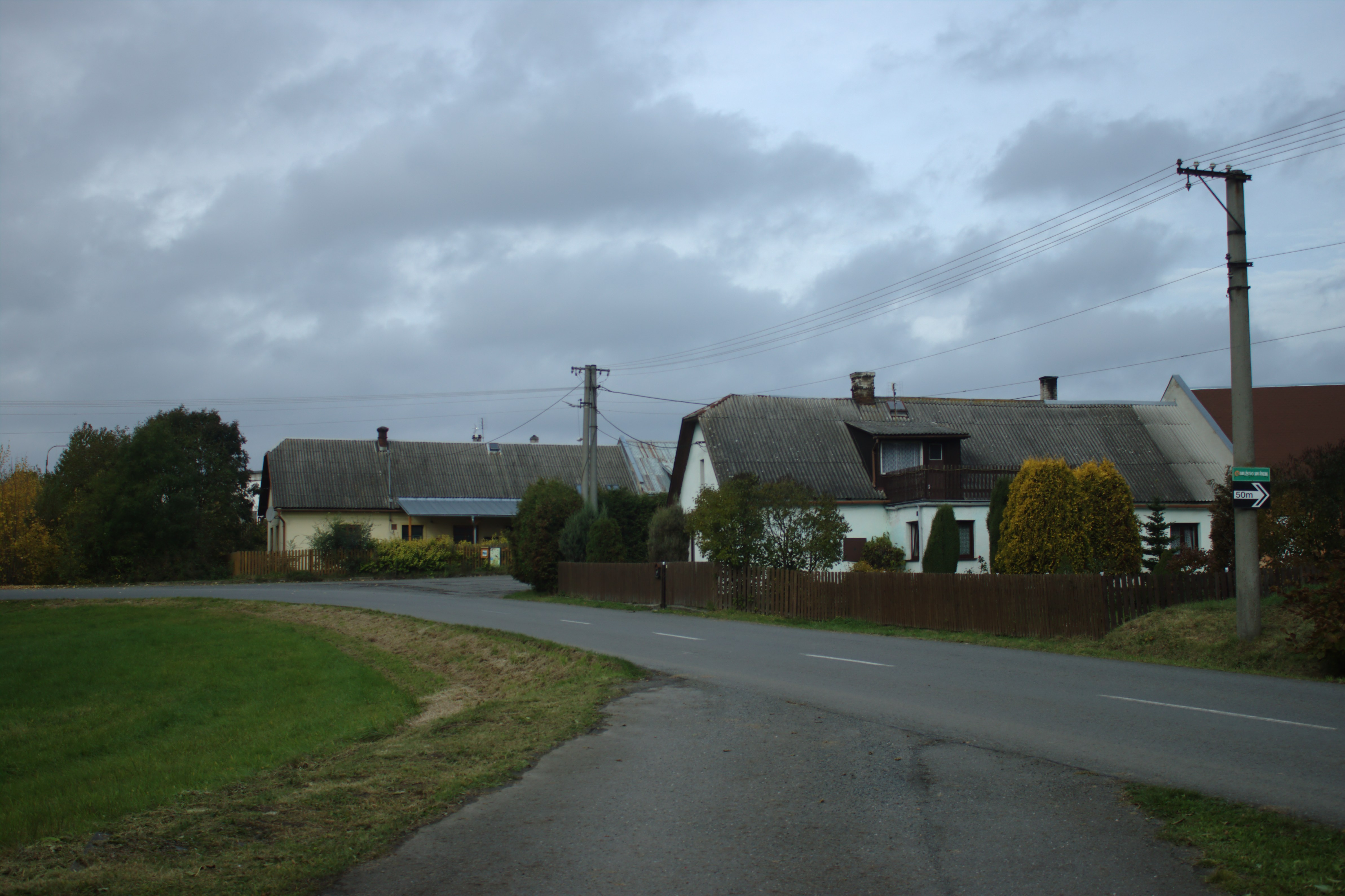
Chalupy